# Hamadryas arete
Hamadryas arete är en fjärilsart som beskrevs av Doubleday 1847. Hamadryas arete ingår i släktet Hamadryas och familjen praktfjärilar. Inga underarter finns listade i Catalogue of Life.

## Bildgalleri

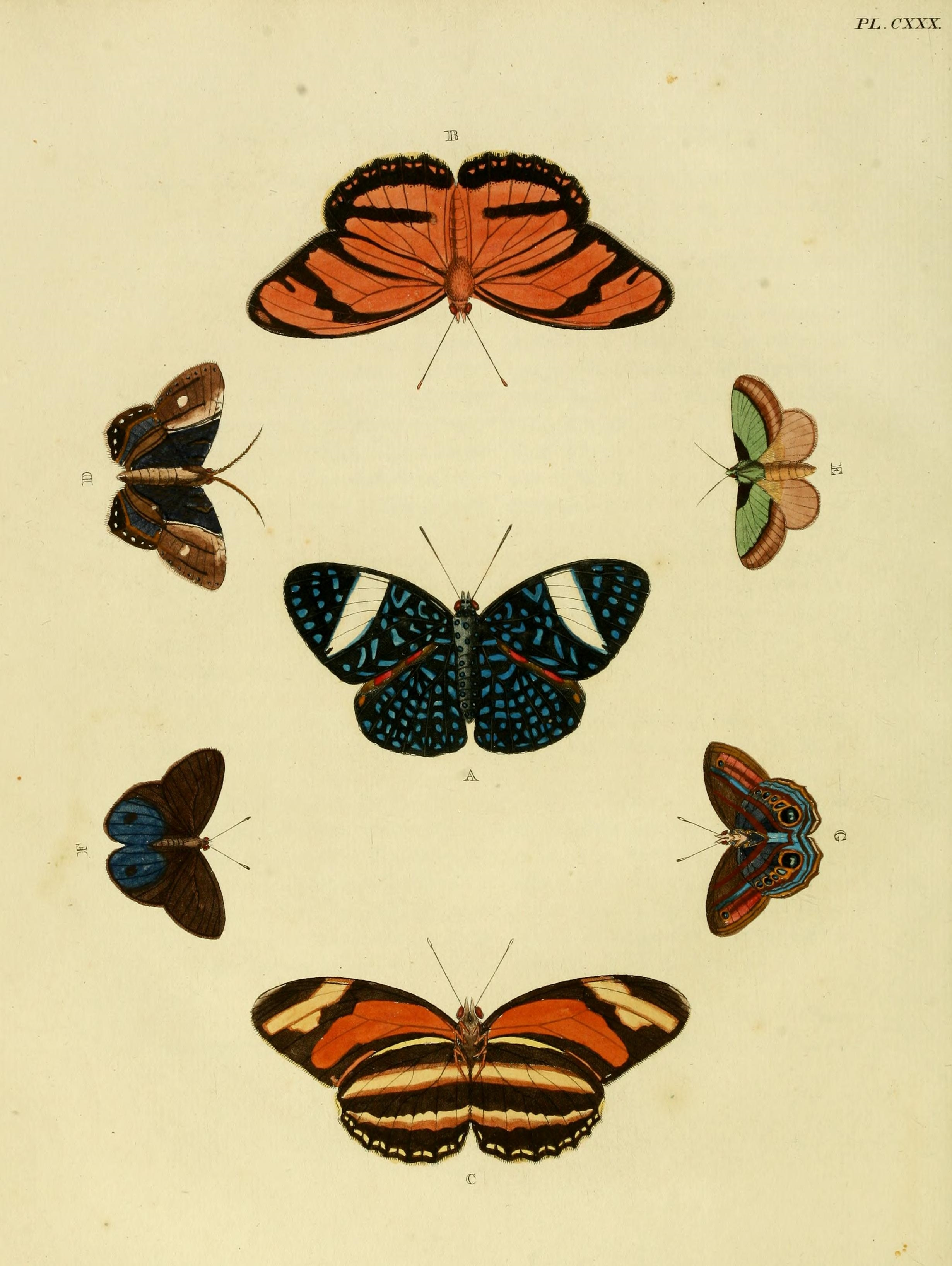